# Golubac
Golubac (ćirilično Голубац) je naselje i središte istoimene općina u Republici Srbiji. Nalazi se u Središnjoj Srbiji i pripada Braničevskom okrugu.

## Zemljopis
Naselje se nalazi na Dunavu na granici s Rumunjskom.

## Stanovništvo
Prema popisu stanovništva iz 2002. godine u gradu živi 5.658 stanovnika.
| Etnički sastav 2002. |            |        |
| Narod                | Stanovnika | %      |
| Srbi                 | 1.716      | 90,50% |
| Vlasi                | 88         | 4,64%  |
| Rumunji              | 19         | 1,00%  |
| Crnogorci            | 11         | 0,58%  |
| Jugoslaveni          | 9          | 0,47%  |
| Mađari               | 3          | 0,15%  |
| Makedonci            | 3          | 0,15%  |
| Hrvati               | 2          | 0,10%  |
| Rusi                 | 2          | 0,10%  |
| ostali               | 3          | 0,15%  |
| nepoznato            | 29         | 1,52%  |

| broj stanovnika | 1373  | 1430  | 1743  | 1779  | 1924  | 1995  | 1896  |
|                 | 1948. | 1953. | 1961. | 1971. | 1981. | 1991. | 2002. |

## Vanjske poveznice
- Karte, položaj, vremenska prognoza grada  Arhivirana inačica izvorne stranice od 30. travnja 2007. (Wayback Machine)